# Philothamnus carinatus
Espèce
Synonymes
- Chlorophis carinatus Andersson, 1901
- Philothamnus nigrofasciatus 
Buchholz & Peters, 1875

Philothamnus carinatus est une espèce de serpents de la famille des Colubridae.

## Répartition
Cette espèce se rencontre de la Guinée-Bissau à la Tanzanie.

## Description
L'holotype de ... mesure 700 mm dont 200 mm pour la queue. Cette espèce a la face dorsale olive ou verte et la face ventrale vert jaunâtre. Les juvéniles présentent des marques sombres transversales qui disparaissent plus ou moins avec l'âge.

## Publication originale
- Andersson, 1901 : Some new species of snakes from Cameroon and South America, belonging to the collections of the Royal Museum in Stockholm. Bihang till Kongl. Svenska vetenskaps-akademiens handlingar, vol. 27, n. 5, p. 1-26 (texte intégral).